# Sedlo Príslop (Magura Orawska)
Sedlo Príslop (pol. przełęcz Przysłop, 808 m n.p.m.) – wyraźna, ważna komunikacyjnie przełęcz w głównym grzbiecie Magury Orawskiej w Zewnętrznych Karpatach Zachodnich na Słowacji, oddzielająca wschodnią część tej grupy górskiej z Budínem od części środkowej z Kubińską Halą i Minčolem.
Przez siodło przełęczy przebiega droga krajowa nr 78 z Dolnego Kubina do Namiestowa oraz znakowany szlak turystyki pieszej. Południowe stoki przełęczy porasta las. Nieco poniżej wypływa z nich potok Račová. Stoki północne są bezleśne, wypływa na nich jeden ze źródłowych cieków potoku Hruštinka. Na przełęczy znajduje się zajazd.
W pobliżu drogowskazu turystycznego znajduje się niewielki głaz (bez tablicy), a tuż obok fragment samolotowego skrzydła. To pomnik poświęcony pamięci pilota Květoslava Topolnického, który zginął tu w katastrofie lotniczej 21 września 1976 r.

## Szlak turystyczny
odcinek: Minčol  –  Sedlo Kubínska hoľa – Čierny vrch – Dva pne – Mokradská hoľa – Príslop – Sedlo Príslop – Poľana – Javorová – Čistý Grúň – Prípor – Šubovka – Budín II – Budín – Pod Magurkou – Magurka – Ústie nad Priehradou